# ニコライ・パニン
ニコライ・アレクサンドロヴィチ・パニン＝コロメンキン（ロシア語: Николай Александрович Панин-Коломенкин、ユリウス暦1871年12月27日（グレゴリオ暦1872年1月8日） - グレゴリオ暦1956年1月19日）は、ロシア出身の男性フィギュアスケート選手、射撃選手。1908年ロンドンオリンピック男子スペシャルフィギュア金メダリスト。2009年、世界フィギュアスケート殿堂入り。パニンは愛称。ロシア語読みでは「ニカラーイ・アリクサーンドラヴィチ・パーニン・カラミェーンキン」が近い。

## 経歴
- 1872年、ロシア帝国ヴォロネジ県フレノヴォ村に生まれる。
- サンクトペテルブルクで開催された1903年世界フィギュアスケート選手権で男子シングルに出場し、スウェーデンのウルリッヒ・サルコウに次ぐ2位となる。
- 1908年ロンドンオリンピックではスペシャルフィギュアと男子シングルにエントリーをした。スペシャルフィギュアでは金メダルを獲得したが、男子シングルではコンパルソリーフィギュアでウルリッヒ・サルコウに次ぐ2位となったことからそれを不服として棄権した。
- 1912年のストックホルムオリンピックではライフル射撃50メートルピストル種目の個人で8位、団体で4位となった。
- 1956年死去。
- 1993年、オリンピックでロシア初の金メダルを獲得したパニンに敬意を表し、ロシア連邦政府は50ルーブルの金貨を発行した。

## 主な戦績
| 大会/年      | 1902-03 | 1903-04 | 1907-08 | 1908-09 |
| ------------ | ------- | ------- | ------- | ------- |
| オリンピック |         |         |         | 1       |
| 世界選手権   | 2       |         |         |         |
| 欧州選手権   |         | 3       | 2       |         |

オリンピック以外は男子シングルへの出場。

## 備考
- 1908年ロンドンオリンピックで実施されたスペシャルフィギュアとは、どれだけ正確で美しい複雑な幾何学図形を描くができるかを競う競技であった。オリンピックでは唯一、この大会でのみ実施された。

- 教え子の一人であるニーナ・レプニンスカヤは、ロシアに初の男子シングル金メダルをもたらした世界的名コーチアレクセイ・ミーシンの最初の師である。